# 스트리트 파이터 X 철권
스트리트 파이터 X 철권(Street Fighter X Tekken)은 캡콤에서 제작한 플레이스테이션 3, 엑스박스 360, 플레이스테이션 비타 전용 비디오 게임이다.

## 개요
스트리트 파이터 시리즈의 캐릭터와 철권 시리즈의 캐릭터가 등장하는 대전 격투 게임. 《스트리트 파이터 IV》와 《철권 6》의 발매를 계기로 캡콤과 반다이 남코 엔터테인먼트의 개발자가 협력하여 개발이 시작되었다. 그러나 두 회사가 협력하여 하나의 제목을 만드는 것이 아니라, 캡콤과 반다이 남코 엔터테인먼트가 게임을 따로 만들었다. 《스트리트 파이터 X 철권》은 캡콤이 만드는 타이틀로, 반다이 남코 엔터테인먼트 측에서 제작된 게임은 《철권 X 스트리트 파이터》이다. 서로 검열, 간섭하지 않고 제작된 두 가지 작품 모두 게임성은 전혀 다른 작품이다.

## 게임 플레이
2명의 캐릭터를 골라 태그를 통한 배틀을 즐길 수 있다. 이 때, 상대방은 같은 팀원끼리 등장하며, 1인 캐릭터가 활력 게이지가 0이 될 시 한 시합을 선취하는 식이다.

## 게임 시스템
체인 콤보 : "약 공격 - 중 공격 - 강 공격" 루트를 따른다. 마지막 강 공격을 추가로 누를 시 손/발에 관계 없이 크로스 러시로 이행. 도중에 EX 필살기나 슈퍼 아츠로 캔슬도 가능하며 서서 중손 - 앉아 강발 - 서서 강손으로 크로스 러시 발동 등의 변칙 루트도 허용된다.
슈퍼 차지 : 필살기 사용 후 버튼 유지하는 것으로 슈퍼 차지가 발동된다. 모으지 않고 쓰면 일반 필살기, 1단계로 모으다 버튼을 떼면 EX 필살기, 끝까지 모으면 해당 필살기 모션을 사용하는 슈퍼 아츠가 스페셜 게이지 소모 없이 나갈 수 있는 기술이다. 도중에 프론트 스텝이나 백 스텝으로 캔슬이 가능하며 중간까지 모으고 캔슬하면 그 다음에 히트하는 공격은 강제적으로 카운터 판정이 난다.
교대 : "중펀치 버튼 + 중킥 버튼" 을 누르는 것으로 교대가 가능하다. 공격 기술과 동시에 캔슬로도 발동이 가능하며, 이 때 스페셜 게이지는 1칸 사용하게 된다.
런치 어택 : "강펀치 버튼 + 강펀치 버튼"으로 누르는 것으로 하단 기술을 피하고 상대를 띄우기 공격을 함으로써 교대하는 기술이다.
크로스 러시 : 강공격으로 마무리되는 체인 콤보 후 다시 강공격 입력. 체인 콤보에 이어 띄우기 공격을 한다. 기본사항은 런치 어택과 동일하다.
크로스 캔슬 : 공격을 막고 있을 때 곧바로 "→  + 강펀치 버튼 + 강킥 버튼" 을 누르는 것으로 스페셜 게이지 한 칸을 소모하여, 상대를 날리기 공격을 가한다.
크로스 아츠 : "↓↘→ + 중펀치 버튼 + 중킥 버튼". 2명의 캐릭터가 함께 공격하는 협력 기술이다. 스페셜 게이지가 3개가 모두 차여 있는 상태에 발동할 수 있다.
크로스 어설트 : "↓↙← + 중펀치 버튼 + 중킥 버튼". 일정 시간 동안 동시에 2명 캐릭터를 조종할 수 있는 시스템이다. 스페셜 게이지가 3개가 모두 차여 있는 상태에 발동할 수 있다. 네트워크 모드 등을 통하여 2명이 1명 캐릭터를 조작하는 방식을 쓴다면 2명이 각각 1명씩 맡아 조종한다. 사용 시 2명 캐릭터의 체력이 합쳐진 후 평준화된다.
판도라 : 체력 25% 이하에서 "↓↓ + 중펀치 버튼 + 중킥 버튼" 을 누르는 것으로 대전 중인 1명 캐릭터를 전투 불능으로 만드는 대신 대기 중인 1명 캐릭터를 강화시키는 시스템. 대기 중이던 캐릭터의 몸이 보라색으로 빛나면서 스페셜 게이지를 모두 채우게 된다. 판도라 상태에서 시간 제한이 있고, 그 시간 내에 상대방 캐릭터를 쓰러뜨리지 않으면 자신의 캐릭터가 시간초과로 패배당한다.
퀵 콤보 - "약킥 버튼 + 강펀치 버튼", "약펀치 버튼 + 강킥 버튼" 을 누르는 것으로  미리 설정된 콤보를 스페셜 게이지 1칸을 소비함으로써 손쉽게 사용하게 해주는 시스템이다.

## 캐릭터 목록
특이사항 : 음악 기호 중에서 내림표(♭)는 PS Vita판 추가 / DLC 캐릭터이다.
스트리트 파이터 시리즈 캐릭터
- 최강의 라이벌 태그 - 류 & 켄 마스터스
- 핑크 몬스터 태그 - 포이즌 & 휴고
- 오전9시와 오후4시의 보이 밴드 태그 - 가일 & 아벨
- 오전10시와 오후3시의 겨울 태그 - 달심 & 사가트
- 늠름한 미녀 태그 - 춘리 & 캐미 화이트
- 아름다움과 추함의 쌍격 태그 - 롤렌토 & 이부키
- 초중량급 태그 - 장기에프 & 루퍼스
- 93.1㎒와 89.1㎒의 테너 태그 - 마이크 바이슨 & 발로그
- 피와 악의 전율 태그 - 베가 & 한주리
- 더블 스매시 태그 - 엘레나 & 더들리 (♭)
- 모략의 수송대 태그 - 가이 & 코디 트래버스 (♭)
- 미녀와 순정남 태그 - 카스가노 사쿠라 & 블랑카 (♭)
- 보스 - 고우키
- 챌린지 모드에서만 등장 - 히비키 단

철권 시리즈 캐릭터
- 91.9㎒, 97.3㎒, 106.1㎒, 101.9㎒의 악역 태그 - 미시마 카즈야 & 니나 윌리엄스
- 젊은 재능 태그 - 킹 & 크레이그 머독
- 압도적 위압감 태그 - 미시마 헤이하치 & 쿠마
- 영원한 수행 동료 태그 - 폴 피닉스 & 마샬 로우
- 샐럽과 서민 태그 - 카자마 아스카 & 리리 로슈포르
- 뜨거운 우정의 태그 - 화랑 & 스티브 폭스
- 95.9㎒, 98.1㎒, 106.9㎒의 여성팀 태그 - 줄리아 창 & 밥
- 거듭되는 친위대 태그 - 요시미츠 & 레이븐
- 하행선의 인질극 태그 - 카자마 진 & 링 샤오유
- 103.5㎒, 107.7㎒, 105.3㎒의 남성팀 태그 - 레이 우롱 & 크리스티 몬테이로 (♭)
- 인조 태그 - 브라이언 퓨리 & 잭-X (♭)
- 반란분자 태그 - 라스 알렉산더슨 & 알리사 보스코노비치 (♭)
- 보스 - 오우거

게스트
- 콜 맥그레스 (인퍼머스) - 플레이스테이션 3, 플레이스테이션 비타 전용
- 토로
- 쿠로
- 메가맨 - 북미판 자캣의 디자인으로 등장
- 팩맨

## 단계 설정
0회 이기고 8회 남았을 때부터 4회 이기고 4회 남았을 때까지는 일반 캐릭터가 등장한다. 5회 이기고 3회 남았을 때에는 자신의 라이벌이 등장한다. 6회 이기고 2회 남았을 때에는 스트리트 파이터 시리즈의 캐릭터를 플레이할 경우 철권 시리즈의 중간 보스인 카자마 진 & 링 샤오유 팀이 등장하고, 철권 시리즈의 캐릭터를 플레이할 경우 스트리트 파이터 시리즈의 중간 보스인 베가 & 한주리 팀이 등장한다. 7회 이기고 1회 남았을 때에는 스트리트 파이터 시리즈의 캐릭터로 플레이할 경우 철권 시리즈의 최종 보스인 오우거가 등장하고, 철권 시리즈의 캐릭터로 플레이할 경우 스트리트 파이터 시리즈의 최종 보스인 고우키가 등장한다.

## 같이 보기
관련 항목
- 스트리트 파이터 시리즈
- 철권 시리즈

비디오 게임
- 슈퍼 마리오 64
- 뉴 슈퍼 마리오브라더스
- 슈퍼 마리오 오디세이
- 철권 3
- 철권 5

## 평가
| 통합 점수      | 통합 점수                                |
| 통합사         | 점수                                     |
| -------------- | ---------------------------------------- |
| 게임랭킹스     | PS3 : 83.02% X360 : 83.84% Vita : 79.17% |
| 메타크리틱     | PS3 : 84/100 X360 : 84/100 Vita : 79/100 |
| 평론 점수      |                                          |
| 평론사         | 점수                                     |
| 1UP.com        | A−                                       |
| 디스트럭토이드 | 8.5/10                                   |
| 에지           | 9/10                                     |
| EGM            | 8.5/10                                   |
| 유로게이머     | 9/10                                     |
| G4             | 4.5/5                                    |
| 게임 인포머    | 8.75/10                                  |
| 게임 레볼루션  | 80%                                      |
| 게임즈마스터   | 82%                                      |
| 게임스팟       | 8.5/10                                   |
| 게임스레이더+  | 8/10                                     |
| 게임즈TM       | 80%                                      |
| 게임트레일러스 | 8.3/10                                   |
| 자이언트 밤    | 60%                                      |
| IGN            | 9/10 (PS3/X360) 6.6/10 (Vita)            |
| OPM (UK)       | 9/10                                     |
| OXM (UK)       | 9/10                                     |
| PC 게이머 (UK) | 65%                                      |
| 플레이         | 83%                                      |
| PSM3           | 8.8/10                                   |
| VideoGamer.com | 8/10                                     |

| 수상                | 수상                           |
| 평론사              | 수상                           |
| ------------------- | ------------------------------ |
| Game Critics Awards | Best Fighting Game of the Year |